# بخش ارجمند

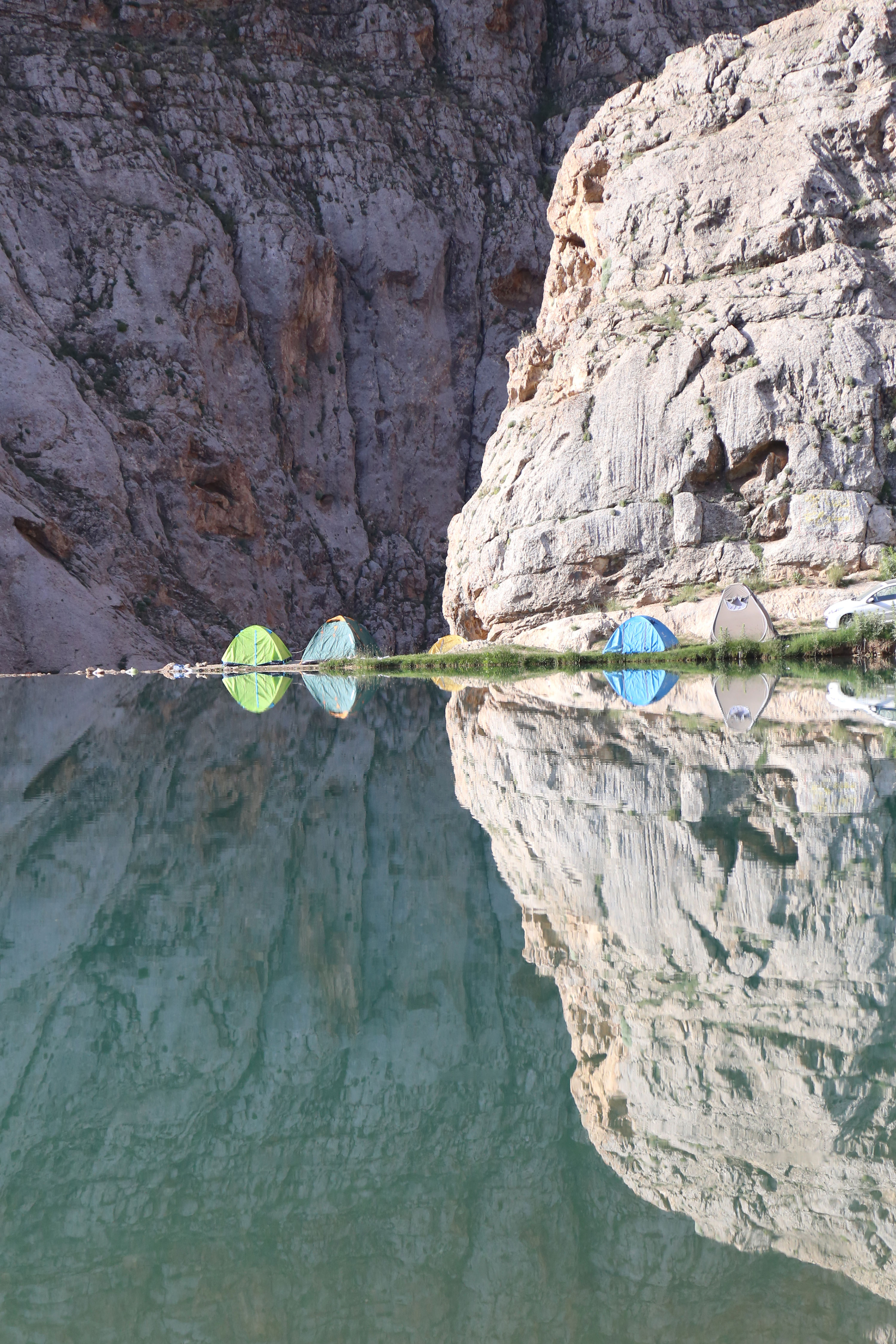
دریاچه لزور فیروز کوه

بخش ارجمند یکی از بخش‌های شهرستان فیروزکوه در استان تهران ایران است.

## تقسیمات کشوری
- بخش ارجمند
  - دهستان قزقانچای
  - دهستان دوبلوک

شهر: ارجمند

## جمعیت
بنابر سرشماری مرکز آمار ایران، جمعیت بخش ارجمند شهرستان فیروزکوه در سال ۱۳۸۵ برابر با ۸۸۰۹ نفر بوده‌است.